# Essentielt næringsstof
Et essentielt næringsstof er et næringsstof som er livsvigtigt for at en organisme kan fungere korrekt. (ordet essentiel betyder indenfor fysiologi livsvigtig)
Essentielle næringsstoffer kan ikke syntetiseres i organismen, men må tilføres denne udefra via føden. De essentielle næringsstoffer inkluderer vitaminer, mineraler, fedtsyrer og aminosyrer.
Forskellige arter har meget forskellige essentielle næringsstoffer. De fleste essentielle næringsstoffer og substanser er vigtige for stofskiftet men kan ikke syntetiseres af organismen. F.eks. kan mineraler ikke syntetiseres, og mennesket er derfor nødt til at indtage det jern med kosten, som er nødvendigt for at blodets hæmoglobin kan fungere. Jern i kroppen kan genbruges, men det mistes også og skal erstattes af nyt, f.eks. når man bløder fra et sår, eller når kvinder har menstruation.
Alle essentielle næringsstoffer er giftige i store mængder. Nogle kan dog indtages i større doser end det er påkrævet uden uheldige bivirkninger.

## Essentielle næringsstoffer
- Essentielle fedtsyrer:
  - Alfalinolensyre
  - Linolsyre
- Aminosyrer, som er essentielle for alle mennesker:
  - Histidin
  - Isoleucin
  - Lysin
  - Leucin
  - Methionin
  - Fenylalanin
  - Threonin
  - Tryptofan
  - Valin
- Aminosyrer, som er essentielle for børn:
  - Arginin
- Vitaminer:
  - Biotin (vitamin B7, vitamin H)
  - Choline (vitamin Bp)
  - Folat (folsyre, vitamin B9, vitamin M)
  - Niacin (vitamin B3, vitamin P, vitamin PP)
  - Pantothensyre (vitamin B5)
  - Riboflavin (vitamin B2, vitamin G)
  - Thiamin (vitamin B1)
  - Vitamin A (retinol)
  - Vitamin B6 (pyridoxin, pyridoxamin, eller pyridoxal)
  - Vitamin B12 (cobalamin)
  - Vitamin C (askorbinsyre)
  - Vitamin E (tocopherol)
  - Vitamin K (naphthoquinoider)
- Mineraler: Biokemiske studier fra 2006 indikerer at de følgende grundstoffer (ud over H, C, N, og O) er nødvendige for menneskets sundhed:[1]
  - Bromin (Br)
  - Calcium (Ca)
  - Klorid (Cl-)
  - Kobolt (Co)
  - Kobber (Cu) [2]
  - Krom (Cr)
  - Fluor (F)
  - Jod (I)
  - Jern (Fe)
  - Kalium (K)
  - Magnesium (Mg)
  - Mangan (Mn) [3]
  - Molybdæn (Mo)
  - Natrium (Na)
  - Fosfor (P) [4]
  - Selen (Se) [5]
  - Svovl (S)
  - Tin (Sn)
  - Vanadium (V)
  - Zink (Zn) [6]

Mængderne varierer meget. F.eks. indeholder en person på 70 kg 2,3 g zink men kun 0,001 g kobolt.

## Mere litteratur
- Hausman, P, 1987, The Right Dose. Rodale Press, Emaus, Pennsylvania. ISBN 0-87857-678-9